# Lista de artilharia antiaérea
Artilharia antiaérea são armas designadas para atacar aeronaves hostis. Estas armas geralmente tem uma alta cadência de disparo, fazem disparos em ângulos elevados, e também são capazes de serem usadas para atacar alvos terrestres.

## Rebocadas ou estáticas
| Calibre (mm) | Nº de canos | Nº de lançadores de mísseis | Nome da arma                                           | Imagem | País de origem        | Período                                                                                              |
| ------------ | ----------- | --------------------------- | ------------------------------------------------------ | ------ | --------------------- | --- |
| 12.7         |             |                             | Browning M2                                            |        | Estados Unidos        | Segunda Guerra Mundial / Guerra da Coreia / Guerra Fria / Guerra do Vietnã / presente                |
| 12.7         | 4           |                             | M45 Quadmount                                          |        | Estados Unidos        | Segunda Guerra Mundial / Guerra da Coreia / Guerra Fria / Guerra do Vietnã                           |
| 13.2         |             |                             | Mitrailleuse de 13,2 mm CA mle 1930                    |        | França                | Segunda Guerra Mundial                                                                               |
| 14.5         |             |                             | ZPU-1                                                  |        | União Soviética       | Guerra Fria                                                                                          |
| 14.5         | 2           |                             | Type 58                                                |        | China                 | Guerra Fria                                                                                          |
| 14.5         | 2           |                             | ZPU-2                                                  |        | União Soviética       | Guerra Fria                                                                                          |
| 14.5         | 4           |                             | Type 56                                                |        | China                 | Guerra Fria                                                                                          |
| 14.5         | 4           |                             | ZPU-4                                                  |        | União Soviética       | Guerra Fria                                                                                          |
| 19           |             |                             | Becker Type M2 20 mm                                   |        | Alemanha              | |
| 20           |             |                             | Oerlikon 20 mm                                         |        | Suíça                 | Segunda Guerra Mundial                                                                               |
| 20           | 2           |                             | Hispano-Suiza HS.404                                   |        | França                | Segunda Guerra Mundial                                                                               |
| 20           |             |                             | Flak 30                                                |        | Alemanhasta           | Segunda Guerra Mundial                                                                               |
| 20           |             |                             | Flak 38                                                |        | Alemanhasta           | Segunda Guerra Mundial                                                                               |
| 20           |             |                             | GebFlak 38                                             |        | Alemanhasta           | Segunda Guerra Mundial                                                                               |
| 20           |             |                             | Cannone-Mitragliera da 20/77 (Scotti)                  |        | Reino da Itália       | Segunda Guerra Mundial                                                                               |
| 20           |             |                             | Breda Model 35                                         |        | Reino da Itália       | Segunda Guerra Mundial                                                                               |
| 20           |             |                             | Polsten 20 mm                                          |        | Polónia / Reino Unido | Segunda Guerra Mundial                                                                               |
| 20           |             |                             | Oerlikon GAI-BO1                                       |        | Suíça                 | Guerra Fria / Moderno                                                                                |
| 20           |             |                             | Type 98 20 mm                                          |        | Japão                 | Segunda Guerra Mundial                                                                               |
| 20           |             |                             | Flugabwehrkanone 20 mm Zwilling                        |        | Alemanha              | Guerra Fria                                                                                          |
| 20           | 1           |                             | Tarasque Type 53 T2                                    |        | França                | Moderno                                                                                              |
| 20           |             |                             | 20 mm modèle F2                                        |        | França                | Moderno                                                                                              |
| 20           | 2           |                             | TCM-20                                                 |        | Israel                | Guerra Fria                                                                                          |
| 20           | 2           |                             | 20 ITK 40 VKT                                          |        | Finlândia             | Segunda Guerra Mundial                                                                               |
| 20           | 2           |                             | Type 2 20 mm AA                                        |        | Japão                 | Segunda Guerra Mundial                                                                               |
| 20           | 2           |                             | Type 4 dupla 20 mm AA                                  |        | Japão                 | Segunda Guerra Mundial                                                                               |
| 20           | 4           |                             | 2 cm Flakvierling 38                                   |        | Alemanhasta           | Segunda Guerra Mundial                                                                               |
| 20           | 6           |                             | M167 Vulcan Air Defense System                         |        | Estados Unidos        | Moderno                                                                                              |
| 23           | 2           |                             | ZU-23-2                                                |        | União Soviética       | Guerra Fria                                                                                          |
| 23           | 2           |                             | Type 85/YW 306                                         |        | China                 | Guerra Fria                                                                                          |
| 25           |             |                             | Mitrailleuse de 25 mm CA mle 39                        |        | França / Japão        | Segunda Guerra Mundial                                                                               |
| 25           |             |                             | M1940 (72-K) 25 mm arma de defesa antiaérea automática |        | União Soviética       | Segunda Guerra Mundial                                                                               |
| 25           | 2           |                             | Type 96 25 mm AT/AA                                    |        | Japão                 | Segunda Guerra Mundial                                                                               |
| 30           | 2           |                             | Praga PLDvK vz. 53/59 - "Ještěrka"                     |        | Checoslováquia        | Guerra Fria                                                                                          |
| 30           | 2           |                             | Artemis 30                                             |        | Grécia                | Guerra Fria                                                                                          |
| 35           | 2           |                             | Oerlikon GDF                                           |        | Suíça                 | Moderno                                                                                              |
| 35           | 2           | 8                           | Skyshield                                              |        | Suíça                 | Moderno                                                                                              |
| 35           | 6           |                             | NBSC-RAM                                               |        | Alemanha              | Moderno                                                                                              |
| 37           |             |                             | QF 1-pounder pom-pom                                   |        | Reino Unido           | Segunda Guerra Mundial                                                                               |
| 37           |             |                             | 3.7 cm Flak 36                                         |        | Alemanha              | Segunda Guerra Mundial                                                                               |
| 37           |             |                             | 3.7 cm Flak 37                                         |        | Alemanha              | Segunda Guerra Mundial                                                                               |
| 37           |             |                             | 3.7 cm Flak 43                                         |        | Alemanha              | Segunda Guerra Mundial                                                                               |
| 37           |             |                             | M1 37 mm                                               |        | Estados Unidos        | Segunda Guerra Mundial                                                                               |
| 37           |             |                             | M1939 (61-K) 37 mm arma de defesa antiaérea automática |        | União Soviética       | Segunda Guerra Mundial / Guerra Fria                                                                 |
| 37           |             |                             | Type 55                                                |        | China                 | Guerra Fria                                                                                          |
| 37           | 2           |                             | Type 63 AA                                             |        | China                 | Guerra Fria                                                                                          |
| 37           | 2           |                             | Type 74                                                |        | China                 | Guerra Fria                                                                                          |
| 37           | 5           |                             | Flaming onion                                          |        | Alemanha              | Primeira Guerra Mundial                                                                              |
| 40           |             |                             | Vickers Type 40 mm AA/AT                               |        | Reino Unido           | Segunda Guerra Mundial                                                                               |
| 40           |             |                             | Bofors L/60 40 mm                                      |        | Suécia                | Segunda Guerra Mundial / Guerra Fria                                                                 |
| 40           |             |                             | Bofors (Chrysler) 40 mm/56                             |        | Estados Unidos        | Segunda Guerra Mundial / Guerra da Coreia / Guerra Fria / Guerra do Vietnã                           |
| 40           |             |                             | Bofors L/70                                            |        | Suécia                | Guerra Fria / Moderno                                                                                |
| 40           |             |                             | Breda L/70                                             |        | Itália                | Guerra Fria / Moderno                                                                                |
| 50           |             |                             | 5 cm FlaK 41                                           |        | Alemanha              | Segunda Guerra Mundial                                                                               |
| 57           |             |                             | Bofors 57 mm                                           |        | Suécia                | Guerra Fria / Moderno                                                                                |
| 57           |             |                             | AZP S-60                                               |        | União Soviética       | Guerra Fria                                                                                          |
| 57           |             |                             | Burileanu 57 mm                                        |        | Reino da Romênia      | Primeira Guerra Mundial                                                                              |
| 57           |             |                             | Type 59                                                |        | China                 | Guerra Fria                                                                                          |
| 75           |             |                             | Canon de 75 modèle 1897                                |        | França                | Primeira Guerra Mundial                                                                              |
| 75           |             |                             | PLK vzor CS                                            |        | Checoslováquia        | Guerra Fria                                                                                          |
| 75           |             |                             | Bofors Model 29                                        |        | Suécia                | |
| 75           |             |                             | 7.5 cm L/45 M/16 AA                                    |        | Noruega               | Segunda Guerra Mundial                                                                               |
| 75           |             |                             | 7.5 cm L/45 M/32 AA                                    |        | Noruega               | Segunda Guerra Mundial                                                                               |
| 75           |             |                             | Type 4 75 mm AA                                        |        | Japão                 | Segunda Guerra Mundial                                                                               |
| 75           |             |                             | Type 11 75 mm AA                                       |        | Japão                 | Segunda Guerra Mundial                                                                               |
| 75           |             |                             | Type 88 75 mm AA                                       |        | Japão                 | Segunda Guerra Mundial                                                                               |
| 75           |             |                             | 7.5 cm kanon PL vz. 37                                 |        | Checoslováquia        | Segunda Guerra Mundial                                                                               |
| 75           |             |                             | Cannone da 75/46 C.A. modello 34                       |        | Reino da Itália       | Segunda Guerra Mundial                                                                               |
| 75           |             |                             | M1916 75 mm                                            |        | Estados Unidos        | Primeira Guerra Mundial                                                                              |
| 75           |             |                             | Skysweeper                                             |        | Estados Unidos        | Guerra Fria                                                                                          |
| 75           |             |                             | Vickers Model 1931                                     |        | Reino Unido           | Segunda Guerra Mundial                                                                               |
| 76.2         |             |                             | QF 3-inch 20 cwt AA                                    |        | Reino Unido           | Primeira Guerra Mundial / Segunda Guerra Mundial                                                     |
| 76.2         |             |                             | QF 12-pounder 12 cwt AA                                |        | Reino Unido           | Primeira Guerra Mundial                                                                              |
| 76.2         |             |                             | QF 13-pounder 6 cwt AA 13 pounder Mk III               |        | Reino Unido           | Primeira Guerra Mundial                                                                              |
| 76.2         |             |                             | QF 13-pounder Mk IV AA                                 |        | Reino Unido           | Primeira Guerra Mundial                                                                              |
| 76.2         |             |                             | QF 13-pounder 9 cwt AA                                 |        | Reino Unido           | Primeira Guerra Mundial                                                                              |
| 76.2         |             |                             | 3-inch M1917                                           |        | Estados Unidos        | Primeira Guerra Mundial / Segunda Guerra Mundial                                                     |
| 76.2         |             |                             | 3-inch Gun M1918                                       |        | Estados Unidos        | Primeira Guerra Mundial / anos 1930                                                                  |
| 76.2         |             |                             | 3-inch gun M3                                          |        | Estados Unidos        | anos 1930 / Segunda Guerra Mundial                                                                   |
| 76.2         |             |                             | 3″/50 calibres                                         |        | Estados Unidos        | Primeira Guerra Mundial / Segunda Guerra Mundial / Guerra da Coreia / Guerra Fria / Guerra do Vietnã |
| 76.2         |             |                             | 3"/70 Mark 26                                          |        | Estados Unidos        | Guerra Fria                                                                                          |
| 76.2         |             |                             | M1914/15 76 mm AA                                      |        | Império Russo         | Primeira Guerra Mundial                                                                              |
| 76.2         |             |                             | M1938 76 mm AA                                         |        | União Soviética       | Segunda Guerra Mundial                                                                               |
| 76.2         |             |                             | Type 3 80 mm AA                                        |        | Japão                 | Segunda Guerra Mundial                                                                               |
| 76.5         |             |                             | 8 cm PL kanon vz. 37                                   |        | Checoslováquia        | Segunda Guerra Mundial                                                                               |
| 77           |             |                             | 7.7 cm 1914                                            |        | Alemanha              | Primeira Guerra Mundial                                                                              |
| 83.5         |             |                             | 8.35 cm PL kanon vz. 22                                |        | Checoslováquia        | Segunda Guerra Mundial                                                                               |
| 85           |             |                             | M1939 (52-K) 85 mm AA                                  |        | União Soviética       | Segunda Guerra Mundial                                                                               |
| 85           |             |                             | KS-12                                                  |        | União Soviética       | |
| 85           |             |                             | Type 72                                                |        | China                 | |
| 88           |             |                             | Flak 18                                                |        | Alemanhasta           | Segunda Guerra Mundial                                                                               |
| 88           |             |                             | Flak 41                                                |        | Alemanhasta           | Segunda Guerra Mundial                                                                               |
| 88           |             |                             | Type 99 88 mm AA                                       |        | Japão                 | Segunda Guerra Mundial                                                                               |
| 90           |             |                             | 90 mm M1/M2/M3                                         |        | Estados Unidos        | Segunda Guerra Mundial / Guerra Fria                                                                 |
| 90           |             |                             | Cannone da 90/53                                       |        | Reino da Itália       | Segunda Guerra Mundial                                                                               |
| 90           |             |                             | 9 cm kanon PL vz. 12/20                                |        | Checoslováquia        | Primeira Guerra Mundial / Segunda Guerra Mundial                                                     |
| 94           |             |                             | QF 3.7-inch AA                                         |        | Reino Unido           | Segunda Guerra Mundial                                                                               |
| 100          |             |                             | KS-19                                                  |        | União Soviética       | Guerra Fria                                                                                          |
| 100          |             |                             | Type 59                                                |        | China                 | Guerra Fria                                                                                          |
| 100          |             |                             | Type 14 10 cm AA                                       |        | Japão                 | Segunda Guerra Mundial                                                                               |
| 102          |             |                             | QF 4 inch Mk V naval                                   |        | Reino Unido           | Primeira Guerra Mundial / Segunda Guerra Mundial                                                     |
| 105          |             |                             | Flak 38                                                |        | Alemanha              | Segunda Guerra Mundial                                                                               |
| 113          |             |                             | QF 4.5-inch Mk II                                      |        | Reino Unido           | Segunda Guerra Mundial                                                                               |
| 120          |             |                             | 120 mm M1 AA "Stratosphere"                            |        | Estados Unidos        | Segunda Guerra Mundial / Guerra Fria                                                                 |
| 120          |             |                             | Type 3 12 cm AA                                        |        | Japão                 | Segunda Guerra Mundial                                                                               |
| 120          |             |                             | Type 10 120 mm AA                                      |        | Japão                 | Segunda Guerra Mundial                                                                               |
| 127          |             |                             | 5"/25 calibres                                         |        | Estados Unidos        | Segunda Guerra Mundial                                                                               |
| 127          |             |                             | 5"/38 calibres                                         |        | Estados Unidos        | Segunda Guerra Mundial / Guerra da Coreia / Guerra Fria / Guerra do Vietnã                           |
| 128          |             |                             | Flak 40                                                |        | Alemanhasta           | Segunda Guerra Mundial                                                                               |
| 130          |             |                             | KS-30                                                  |        | União Soviética       | Guerra Fria                                                                                          |
| 133          |             |                             | QF 5.25 inch Mark I AA                                 |        | Reino Unido           | Segunda Guerra Mundial                                                                               |
| 150          |             |                             | Type 5 15 cm AA                                        |        | Japão                 | Segunda Guerra Mundial                                                                               |

## Autopropulsados
| Calibre (mm) | Nº de canos | Nº de lançadores de mísseis | Nome da arma                                                                                 | Imagem | País de origem  | Período                                   |
| ------------ | ----------- | --------------------------- | -------------------------------------------------------------------------------------------- | ------ | --------------- | ----------------------------------------- |
| 7.62         | 4           |                             | 4M Maxim quádrupla motorizada                                                                |        | União Soviética | 1931-42                                   |
| 12.7         | 4           |                             | M16 MGMC - Multiple Gun Motor Carriage                                                       |        | Estados Unidos  | Segunda Guerra Mundial / Guerra da Coreia |
| 12.7         | 2           |                             | T-90                                                                                         |        | União Soviética | 1942-43 (protótipo)                       |
| 20           |             |                             | Flakpanzer 38(t)                                                                             |        | Alemanhasta     | Segunda Guerra Mundial                    |
| 20           |             |                             | Type 98 20 mm AA "Ko-Hi"                                                                     |        | Japão           | Segunda Guerra Mundial                    |
| 20           |             |                             | 20 mm AA MCCT - Machine Canon Carrier Truck                                                  |        | Japão           | Segunda Guerra Mundial                    |
| 20           | 2           |                             | Type 98 20 mm AAG "Ho-Ki"                                                                    |        | Japão           | Segunda Guerra Mundial                    |
| 20           | 2           |                             | Type 98 20 mm AA "Ta-Se" (protótipo)                                                         |        | Japão           | Segunda Guerra Mundial                    |
| 20           | 2           |                             | Centaur Mk I e Mk II AA                                                                      |        | Reino Unido     | Segunda Guerra Mundial                    |
| 20           | 3           |                             | BOV - Borbeno Oklopno Vozilo (Veículo de Combate Blindado)                                   |        | Iugoslávia      | Guerra Fria                               |
| 20           | 3           |                             | Crusader Mk III AA                                                                           |        | Reino Unido     | Segunda Guerra Mundial                    |
| 20           | 4           |                             | Wirbelwind                                                                                   |        | Alemanhasta     | Segunda Guerra Mundial                    |
| 20           | 6           |                             | M163 VADS - Vulcan Air Defense System                                                        |        | Estados Unidos  | Guerra do Vietnã / Guerra Fria / Moderno  |
| 20           | 6           | 4                           | Machbet                                                                                      |        | Israel          | Guerra do Líbano / Moderno                |
| 23           | 4           |                             | ZSU-23-4 "Shilka"                                                                            |        | União Soviética | 1965-presente                             |
| 23           | 4           | 4                           | ZSU-23-4MP Biała                                                                             |        | Polónia         | Moderno                                   |
| 25           | 4           |                             | SIDAM 25                                                                                     |        | Itália          | Guerra Fria                               |
| 25           | 2           |                             | Type 95 SPAAA - Self-Propelled Anti-Aircraft Artillery (Artilharia Autopropulsada Antiaérea) |        | China           | Moderno                                   |
| 25           |             |                             | ZiS-42 AA caminhão antiaéreo                                                                 |        | União Soviética | início da Segunda Guerra                  |
| 25           | 2           |                             | ZSU-25                                                                                       |        | União Soviética | 1945                                      |
| 30           | 2           |                             | Kugelblitz - Flakpanzer IV Kugelblitz                                                        |        | Alemanhasta     | Segunda Guerra Mundial                    |
| 30           | 2           |                             | AMX-13 DCA AA                                                                                |        | França          | Guerra Fria                               |
| 30           | 2           |                             | PLDvK-53/59 (M53/59)                                                                         |        | Checoslováquia  | Guerra Fria                               |
| 30           | 2           |                             | Wildcat SPAA - Self-Propelled Anti-Aircraft                                                  |        | Alemanha        | Guerra Fria / Moderno                     |
| 30           | 2           | 4                           | BRAMS                                                                                        |        | Eslováquia      | Moderno                                   |
| 30           | 2           | 8                           | 9K22 Tunguska                                                                                |        | Rússia          | Moderno                                   |
| 35           | 2           |                             | GDF-CO3                                                                                      |        | Suíça           |                                           |
| 35           | 2           |                             | Flugabwehrkanonenpanzer Gepard                                                               |        | Alemanha        | Guerra Fria / Moderno                     |
| 35           | 2           |                             | PZA Loara - Przeciwlotniczy Zestaw Artyleryjski (Sistema de Artilharia Antiaérea)            |        | Polónia         | Moderno                                   |
| 35           | 2           |                             | Marksman AAS - Anti-Aircraft System                                                          |        | Reino Unido     | Moderno                                   |
| 35           | 2           |                             | Type 87 SPAAG - Self-Propelled Anti-Aircraft Gun                                             |        | Japão           |                                           |
| 37           |             |                             | Möbelwagen - Sd.Kfz. 161/3 3.7 cm FlaK auf Fahrgestell Panzerkampfwagen IV (sf)              |        | Alemanhasta     | Segunda Guerra Mundial                    |
| 37           |             |                             | Ostwind                                                                                      |        | Alemanhasta     | Segunda Guerra Mundial                    |
| 37           |             |                             | ZSU-37                                                                                       |        | União Soviética | 1944                                      |
| 37           | 2           |                             | Type 63 SPAAG - Self-Propelled Anti-Aircraft Gun                                             |        | China           | Guerra Fria                               |
| 40           |             |                             | Luftvärnskanonvagn L-62 Anti II                                                              |        | Suécia          | Segunda Guerra Mundial                    |
| 40           |             |                             | 40M Nimród                                                                                   |        | Hungria         | Segunda Guerra Mundial                    |
| 40           |             |                             | Crusader Mk III 40 mm AA                                                                     |        | Reino Unido     | Segunda Guerra Mundial                    |
| 40           | 2           |                             | M19 MGMC - Multiple Gun Motor Carriage                                                       |        | Estados Unidos  | Segunda Guerra Mundial / Guerra da Coreia |
| 40           | 2           |                             | M42 Duster                                                                                   |        | Estados Unidos  | Guerra Fria / Guerra do Vietnã            |
| 40           | 2           |                             | M247 Sergeant York                                                                           |        | Estados Unidos  | Guerra Fria (cancelado)                   |
| 57           | 2           |                             | ZSU-57-2 Ob'yekt 500                                                                         |        | União Soviética | Guerra Fria                               |
| 75           |             |                             | Autocanon de 75 mm mle 1913                                                                  |        | França          | Primeira Guerra Mundial                   |
| 76           |             |                             | Otomatic                                                                                     |        | Itália          | Moderno                                   |
| 76.2         |             |                             | YaG-10                                                                                       |        | União Soviética | Segunda Guerra Mundial (1940)             |